# Ибраев, Сатибек
Сатибек Ибраев (каз. Сәтибек Ыбыраев; 1887 год — 1964 год) — старший чабан колхоза «Куаныш» Коунрадского района Карагандинской области, Казахская ССР. Герой Социалистического Труда (1948).

## Биография
Родился в 1887 году на территории Каркаралинского уезда Семипалатинской области (ныне — Актогайский район Карагандинской области Казахстана).
С 1942 по 1952 года работал чабаном, старшим чабаном в колхозе «Куаныш» Коунрадского района. На протяжении нескольких послевоенных зим сохранял поголовье отары без потерь, достигал высоких показателей по сбору каракуля и шерсти.
В 1947 году получил в среднем по 430 ягнят от 569 овцематок. Средний вес ягнят составил на 45 % больше от средних колхозных показателей. В 1948 году звания Героя Социалистического Труда «за получение высокой продуктивности животноводства в 1947 году при выполнении колхозом обязательных поставок сельскохозяйственных продуктов и плана развития животноводства».
Умер в 1964 году.
Награды
- Герой Социалистического Труда — указом Президиума Верховного Совета СССР 23 июля 1948 года
- Орден Ленина